# Шахан (Жамбылская область)
Шаха́н (до 6 февраля 1997 года — Чапа́ево, каз. Шахан) — аул в Байзакском районе Жамбылской области Казахстана, входит в состав Темирбекского сельского округа. Код КАТО — 313649300.

## География
Аул расположен в северо-западной части Байзакского района, на правом берегу реки Талас, в 6 километрах к северу от административного центра сельского округа села Тегистик, в 42 километрах к северу от районного центра, села Сарыкемер, в 52 километрах к северу от областного центра, города Тараз. Ближайшая железнодорожная станция Шайкорык — расположена в 50 километрах к югу от аула (по дороге — 62 км). Соседние населённые пункты: Сарыбарак в 2 километрах к юго-востоку, Тегистик в 6 километрах к югу. Транспортное сообщение осуществляется по автодороге КН-7 (Тараз — Ойык). Высота центра населённого пункта — 438 метров над уровнем моря.

## Население
| Численность населения | Численность населения | Численность населения |
| 1989                  | 1999                  | 2009                  |
| --------------------- | --------------------- | --------------------- |
| 941                   | ↘793                  | ↗794                  |